# Jezioro Trzebocińskie
Trzebocińskie Jezioro – przepływowe jezioro rynnowe na Pojezierzu Kaszubskim w powiecie kartuskim (województwo pomorskie). Jezioro znajduje się na turystycznym  szlaku Kamiennych Kręgów.
Ogólna powierzchnia: 12 ha